# ساموئل دی کارمین
ساموئل دی کارمین (انگلیسی: Samuel Di Carmine؛ زادهٔ ۲۹ سپتامبر ۱۹۸۸) بازیکن فوتبال اهل ایتالیا است.
از باشگاه‌هایی که در آن بازی کرده‌است می‌توان به باشگاه فوتبال هلاس ورونا، باشگاه فوتبال پروجا، باشگاه فوتبال فیورنتینا، باشگاه فوتبال کویینز پارک رنجرز، باشگاه فوتبال ویرتوس انتلا، باشگاه فوتبال فروزینونه، باشگاه فوتبال چیتادلا، باشگاه فوتبال کروتونه، و باشگاه فوتبال یووه استابیا اشاره کرد.
وی همچنین در تیم‌های ملی فوتبال زیر ۱۸ سال ایتالیا، زیر ۱۹ سال ایتالیا، و زیر ۲۱ سال ایتالیا بازی کرده‌است.